# السفارة السعودية في بلغاريا
سفارة المملكة العربية السعودية في جمهورية بلغاريا، هي بعثة دبلوماسية سعودية تقع في العاصمة البلغارية صوفيا ويترأس البعثة سفير خادم الحرمين الشريفين الدكتور رامي بن سعود العتيبي .

## وصلات خارجية
- موقع سفارة المملكة العربية السعودية السعودية في بلغاريا
- (بالعربية) وزارة الخارجية السعودية
- (بالإنجليزية) Ministry of Foreign Affairs of Kingdom of Saudi Arabia